# HAM-4
A 4m-es amatőrsáv az ultrarövidhullámú rádiófrekvenciás tartományban lévő, rádióamatőrök számára kijelölt sáv. A kijelölt frekvenciatartomány: 70000 – 70500 kHz.

## Terjedési sajátosságai[1]
A 4m-es amatőrsáv az ultrarövid hullámú rádiófrekvenciás tartományban van, ezért leginkább az ultrarövid hullámokra jellemző terjedési tulajdonságai vannak. A 4m-es hullámhossz kellően rövid ahhoz, hogy megfelelő magasságban (λ/2) elhelyezett antennával ki tudjuk használni a direkt terjedést.
- direkt terjedés
- troposzférikus szóródás
- időnként réteges inverziókon keresztüli terjedés
- ritkán, napfoltmaximumok idején térhullámok, sporadikus E réteg, északi fény
- Meteorscatter

## Története[2]
Az ún. OIRT szabványú (a köznyelvben „keleti-normásnak” nevezett) televíziós, és rádiós műsorsugárzás európai megszűnésével számottevő frekvencia szabadult fel a 2010-es évek első felében. Sokan emlékezhetnek még a 2013-ban lezajlott, ún. digitális átállásra, amelynek kapcsán az utolsó, még működő, ún. OIRT VHF televízióadókat is lekapcsolták.
Hatalmas gesztus az érintett országok frekvenciagazdálkodásért felelős hivatalai részéről, hogy kezdetben ideiglenes, több helyen pedig állandó jelleggel megnyitottak egy szeletet a felszabadult sávból a rádióamatőrök részére.
A magyar amatőrök különösen előnyös helyzetbe kerültek, mivel nálunk a nemzetközi ajánlásban (69,900 MHz - 70,500 MHz) szereplő tartomány szinte teljes része használható (70…70,5 MHz), míg más országokban a továbbra is üzemelő más felhasználók (pl. vasút) miatt csak egy-egy szűkebb tartományban dolgozhatnak az amatőrök.
A 4 méteres sáv rádióamatőr célú használhatósága országonként változó.
Magyarországon 2013 januárjától szabadult fel ez a sáv, 10 W-os maximális teljesítménykorlátozással.

## A 4 m-es amatőrsávra vonatkozó nemzetközisávterv[3]

A 4m-es rádióamatőrsáv nemzetközi használata

(!) A 7/2015. (XI. 13.) NMHH rendelet 2.2 pontjának táblázatában (nemzetközi felosztás) ez a frekvenciatartomány nincs megjelölve amatőrsávként egyik ITU régióban sem, viszont a rendelet hazai felosztást tárgyaló részében amatőrsávként szerepel.
| ITU 1                                                          | ITU 2                                             | ITU 3                          |
| -------------------------------------------------------------- | ------------------------------------------------- | ------------------------------ |
| 68–74,8 MHz 1. ÁLLANDÓHELYŰ 2. MOZGÓ, a légi mozgó kivételével | 68–72 MHz 1. MŰSORSZÓRÁS 2. Állandóhelyű 3. Mozgó | 68–74,8 MHz ÁLLANDÓHELYŰ MOZGÓ |

### Különböző országokban kiosztott sávblokkok
| Hely      | Hely                     | Frekvenciatartomány (MHz) | Frekvenciatartomány (MHz) | Maximális teljesítmény (W) |
| Kontinens | Ország                   | Kezdete                   | Vége                      | Maximális teljesítmény (W) |
| --------- | ------------------------ | ------------------------- | ------------------------- | -------------------------- |
| Európa    | Belgium                  | 70,125                    | 70,4125                   | 50                         |
| Európa    | Bosznia Hercegovina      | 68                        | 70,45                     | 10                         |
| Európa    | Bulgária                 | 70                        | 70,5                      | 50                         |
| Európa    | Horvátország             | 70                        | 70,45                     | 10                         |
| Európa    | Csehország               | 70,1                      | 70,3                      | 10                         |
| Európa    | Cyprus                   | 69,9                      | 70,5                      |                            |
| Európa    | Dánia                    | 69,8875                   | 70,0625                   | 25                         |
| Európa    | Dánia                    | 70,0875                   | 70,5125                   | 25                         |
| Európa    | Észtország               | 70                        | 70,3                      | 1000                       |
| Európa    | Feröer szigetek          | 69,95                     | 70,5                      |                            |
| Európa    | Finnország               | 70                        | 70,3                      | 100                        |
| Európa    | Németország              | 70,15                     | 70,21                     | 25                         |
| Európa    | Görögország              | 70                        | 70,25                     | 100                        |
| Európa    | Grönland                 | 70                        | 70,5                      | 1000                       |
| Európa    | Magyarország             | 70                        | 70,5                      | 10                         |
| Európa    | Írország                 | 69,9                      | 70,5                      | 50                         |
| Európa    | Lettország               | 70                        | 70,5                      |                            |
| Európa    | Litvánia                 | 70                        | 70,25                     | 22                         |
| Európa    | Luxemburg                | 70,15                     | 70,25                     | 10                         |
| Európa    | Málta                    | 70                        | 70,5                      |                            |
| Európa    | Monaco                   | 70                        | 70,5                      | 25                         |
| Európa    | Montenegro               | 70,05                     | 70,45                     | 100                        |
| Európa    | Hollandia                | 70                        | 70,5                      | 50                         |
| Európa    | Norvégia                 | 70,063                    | 70,087                    | 100                        |
| Európa    | Norvégia                 | 70,138                    | 70,312                    | 100                        |
| Európa    | Norvégia                 | 70,363                    | 70,387                    | 100                        |
| Európa    | Norvégia                 | 70,413                    | 70,462                    | 100                        |
| Európa    | Lengyelország            | 70                        | 70,3                      | 20                         |
| Európa    | Portugália               | 70,157                    | 70,2125                   | 100                        |
| Európa    | Portugália               | 70,2375                   | 70,2875                   | 100                        |
| Európa    | Románia                  | 70                        | 70,3                      | 20                         |
| Európa    | Szerbia                  | 69,9                      | 70,5                      |                            |
| Európa    | Szlovákia                | 70                        | 70,5                      | 10                         |
| Európa    | Szlovénia                | 70                        | 70,45                     | 100                        |
| Európa    | Spanyolország            | 70,15                     | 70,25                     | 10                         |
| Európa    | Svájc                    | 70                        | 70,0375                   |                            |
| Európa    | Svájc                    | 70,1125                   | 70,5                      |                            |
| Európa    | Egyesült Királyság       | 70                        | 70,5                      | 160                        |
| Ázsia     | Bahrain                  | 69,9                      | 70,4                      |                            |
| Ázsia     | Izrael                   | 70                        | 70,5                      |                            |
| Ázsia     | Egyesült Arab Emirátusok | 70                        | 70,5                      |                            |
| Afrika    | Namíbia                  | 70                        | 70,3                      | 400                        |
| Afrika    | Szomália                 | 70                        | 70,5                      | 3000                       |
| Afrika    | Dél-Afriaki Köztársaság  | 70                        | 70,5                      | 400                        |
| Amerika   | Kajmán-szigetek          | 69,9                      | 70,3                      |                            |

## A sávblokk Magyarországon érvényessávterve[4]
| 68–73 MHz            | 68–73 MHz | 68–73 MHz | 68–73 MHz                     | 68–73 MHz                                         | 68–73 MHz                                                  | 68–73 MHz                     | 68–73 MHz                                                  |
| A                    | B         | C         | D                             | E                                                 | F                                                          | G                             | G                                                          |
| -------------------- | --------- | --------- | ----------------------------- | ------------------------------------------------- | ---------------------------------------------------------- | ----------------------------- | ---------------------------------------------------------- |
| ÁLLANDÓHELYŰ         | 5.175     | N         | 1                             | K                                                 | Pont-pont, pont-többpont rendszerek a 69,975–73 MHz sávban |                               | 3. melléklet 2.2. pont 4. melléklet                        |
| ÁLLANDÓHELYŰ         | 5.175     | N         | 1                             | K                                                 | Katonai állandóhelyű rendszerek                            |                               | 3. melléklet 2.2. pont 4. melléklet                        |
| FÖLDI MOZGÓ          | 5.175 NJE | N         | 1                             | K                                                 | Egyfrekvenciás rendszerek                                  |                               | 3. melléklet 4.1. pont 3. melléklet 4.4. pont 4. melléklet |
| FÖLDI MOZGÓ          | 5.175 NJE | N         | 1                             | K                                                 | Katonai mozgó rendszerek                                   |                               | 3. melléklet 4.1. pont 3. melléklet 4.4. pont 4. melléklet |
| Amatőr (70–70,5 MHz) | 5.175 RRE | P         | 2                             | K                                                 | Amatőrrádiózás                                             | ECC/REC/(02)01 MSZ EN 301 783 | 3. melléklet 7. pont                                       |
|                      |           | PN        |                               |                                                   | SRD                                                        |                               | 3. melléklet 9.1. pont                                     |
| 3                    | K         | PN        | Rádiómeghatározó alkalmazások | 3. melléklet 9.7.1. pont 3. melléklet 9.7.2. pont |                                                            |                               |                                                            |

- Az A oszlop meghatározza az adott sávhoz rendelt egyes rádiószolgálatokat
- A B oszlop meghatározza a vonatkozó lábjegyzetet, a harmonizált katonai sávra
- A C oszlop meghatározza a polgári, a nem polgári vagy az együttes célú használatra történő felosztást. A polgári célú felosztást P, a nem polgári célút N és az együttes célút E jelöli.
- A D oszlop meghatározza az alkalmazás jellegét. Az elsődleges jelleget 1-es, a másodlagos jelleget 2-es, a harmadlagos jelleget 3-as szám jelöli.
- Az E oszlop meghatározza az alkalmazás használatbavételi lehetőségét. A kijelölt kategóriát K, a tervezett kategóriát T jelöli.
- Az F oszlop meghatározza az alkalmazás megnevezését.
- A G oszlop tartalmazza a vonatkozó nemzetközi és hazai dokumentumokra hivatkozásokat
- A H oszlop tartalmazza a frekvenciasávok használata során alkalmazandó további rádióspektrum-gazdálkodási követelményeket és jellemzőket, valamint sávhasználati feltételeket.
- 5.175 - Helyettesítő felosztás: Örményországban, Azerbajdzsánban, Fehéroroszországban, az Oroszországi Föderációban, Grúziában, Kazahsztánban, Moldovában, Üzbegisztánban, Kirgizisztánban, Tádzsikisztánban, Türkmenisztánban és Ukrajnában a 68−73 MHz és a 76−87,5 MHz sávot elsődleges jelleggel a műsorszóró szolgálat számára osztották fel. Lettországban és Litvániában a 68−73 MHz és a 76−87,5 MHz sávot elsődleges jelleggel a műsorszóró szolgálat, valamint a légi mozgószolgálat kivételével a mozgószolgálat számára osztották fel. Azoknak a szolgálatoknak, amelyek számára ezeket a sávokat más országokban felosztották, valamint a fent felsorolt országokban a műsorszóró szolgálatnak az érintett szomszédos országok közötti megállapodások alapján kell működniük. (WRC‑07)
- RRE - RRE-rádiószabályzattól eltérő

## Felosztása[5]
| Frekvenciatartomány (Hz) | Frekvenciatartomány (Hz) | Használható adóteljesítmény (W) | Használható adóteljesítmény (W) | Használható adóteljesítmény (W) | Használható sávszélesség (Hz) | Üzemmód/felhasználás | Engedélyezett adásmód | Engedélyezett adásmód | Engedélyezett adásmód |
| Kezdete                  | Vége                     | Kezdő                           | CEPT                            | HAREC                           | Használható sávszélesség (Hz) | Üzemmód/felhasználás | Kezdő                 | CEPT                  | HAREC |
| ------------------------ | ------------------------ | ------------------------------- | ------------------------------- | ------------------------------- | ----------------------------- | --- | --------------------- | --------------------- | --- |
| 70000000                 | 70090000                 | 0                               | 0                               | 10                              | 1000                          | IBP MGM CW |                       |                       | A1A, A1B, A1C, A1D, A2A, A2B, A2C, A2D, A3C, A3E, F1A, F1B, F1C, F1D, F2A, F2B, F2C, F2D, F3C, F3E, F3F, J2A*, J2B, J2C, J2D, J2E, J3C, J3E, J3F, R3E |
| 70090000                 | 70100000                 | 0                               | 0                               | 10                              | 1000                          | IBP MGM CW - 70091000 - WSPR jeladó |                       |                       | A1A, A1B, A1C, A1D, A2A, A2B, A2C, A2D, A3C, A3E, F1A, F1B, F1C, F1D, F2A, F2B, F2C, F2D, F3C, F3E, F3F, J2A*, J2B, J2C, J2D, J2E, J3C, J3E, J3F, R3E |
| 70100000                 | 70250000                 | 0                               | 0                               | 10                              | 2700                          | USB CW MGM keskenysávú digitális módok - 70102000 - JT9 JT65 - 70104000 - T9 - 70154000 - FT8 - 70185000 - keresztsávú összeköttetések - 70200000 - CW USB hívófrekvencia - 70230000 - MSK144 - 70250000 - MS |                       |                       | A1A, A1B, A1C, A1D, A2A, A2B, A2C, A2D, A3C, A3E, F1A, F1B, F1C, F1D, F2A, F2B, F2C, F2D, F3C, F3E, F3F, J2A*, J2B, J2C, J2D, J2E, J3C, J3E, J3F, R3E |
| 70250000                 | 70294000                 | 0                               | 0                               | 10                              | 12000                         | AM FM - 70260000 - AM/FM hívófrekvencia - 70270000 - MGM aktivitásközép |                       |                       | A1A, A1B, A1C, A1D, A2A, A2B, A2C, A2D, A3C, A3E, F1A, F1B, F1C, F1D, F2A, F2B, F2C, F2D, F3C, F3E, F3F, J2A*, J2B, J2C, J2D, J2E, J3C, J3E, J3F, R3E |
| 70924000                 | 70500000                 | 0                               | 0                               | 10                              | 12000                         | FM csatornák - 70312500 - digitális kommunikáció - 70320000 - digitális kommunikáció - 70450000 - FM hívócsatorna - 70487500 - digitális kommunikáció                                                         |                       |                       | A1A, A1B, A1C, A1D, A2A, A2B, A2C, A2D, A3C, A3E, F1A, F1B, F1C, F1D, F2A, F2B, F2C, F2D, F3C, F3E, F3F, J2A*, J2B, J2C, J2D, J2E, J3C, J3E, J3F, R3E |

## Gyakorlati felhasználása
A sáv elején a rövidhullámokon megszokott üzemmódok használatához vannak kijelölve frekvenciatartományok, a sáv másik felén már lehetőség van szélesebb sávú üzemmódokat is alkalmazni.
A hullámhossz méretéből adódóan már észszerű méretekben is készíthetőek nagyobb nyereségű antennák, így lehetőség van kísérletezni EME összeköttetésekkel.
A sáv terjedési tulajdonságait tekintve leginkább az URH-ra jellemző módon terjed, de időszakosan előfordulhatnak rövidhullámra jellemző terjedések.
A 4m-es amatőrsáv használata nem elterjedt, mivel csak a drágább készülékekbe van beépítve ez a frekvenciatartomány.

### Magyarországi jeladók[6]
| Hívójel | Frekvencia [MHz] | QTH/Név   | QTH Lokátor | Mod | ASL | AGL | Antenna    | Pol | Telj. [W] |
| ------- | ---------------- | --------- | ----------- | --- | --- | --- | ---------- | --- | --------- |
| HG7BVC  | 70,030           | Gyömrő    | JN97QJ68lx  | A1A | 165 | 15  | Dipole     | H   | 5,00      |
| HG1BVC  | 70,060           | Hörman    | JN87FI      | A1A | 700 | 25  | X Dipole   | H   | 10,00     |
| HG9BVC  | 70,091           | Kis-Kőhát | KN08FB86ga  | A1A | 930 | 20  | 3 el. Yagi | H   | 10,00     |

## A 4m-es amatőrsávon használható készülékek[2]
Viszonylag ritka az olyan rádió, amely az összes üzemmódban tudja a 4 méteres sávot, amelyik igen, az pedig igencsak borsos áron kapható. Léteznek különféle konverterek, amelyek a 70 MHz-es tartományt egy másik „elterjedtebb” sávra keverik le. Leggyakoribb a 70->28 MHz-es áttételű, mivel ez a sávot lényegében mindegyik rövidhullámú amatőrrádió tudja. A konverteres megoldás nagy hátránya, hogy vételára megközelíti egy komplett készülék értékét, ill. egy további doboznak is helyet kell szorítani a rádiózás során.
A honvédségtől selejtezett, régi katonai rádiók egy része is hadra fogható a 70 MHz-es sávban, ezek azonban jelentős méretük, súlyuk miatt nehezen hordozhatóak, és lakásban üzemeltetve rengeteg helyet foglalnak.
Ideális megoldás lehet viszont a külföldi licitálós oldalakon kínált, használt ipari sávos rádiók beszerzése. Ezekre „low band VHF” szavakra keresve bukkanhatunk az interneten. Mivel nem számítanak népszerű típusoknak, ezért még a külföldi postaköltséggel együtt is baráti áron beszerezhetőek. Hátrányuk, hogy csak számítógéppel programozhatóak, ugyanakkor. A 0,5 MHz szélességű sávban lényegében csak pár csatornán lehetséges FM üzemmódú forgalmazás, ez nem jelent számottevő problémát.
A 15-20 éves Motorola, Yaesu rádiók masszív, strapabíró felépítésűek, hiszen éveken át bírniuk kellett a folyamatos igénybevételt, a mostoha körülményeket.
Ha pedig valaki mindenképpen új készüléket szeretne, szintén az internet lehet segítségére: legolcsóbban a Wouxun KG-699E típusú kézi rádiója szerezhető be, amely valódi rádióamatőr készülék lévén, szabadon hangolható, cserélhető antennás, és  5 W kimenő teljesítménnyel rendelkezik.
Az újabban megjelent Quansheng UV* (K5, K6) tipusú kézirádiók olcsóságuk ellenére szintén használhatóak ezen a sávon, sőt, lehet olyan firmware-t is találni hozzá, amivel alkalmassá tehető FM-en kívül DSB, AM és CW adásmódok használatára is.
Mobil készülék is található a piacon, többek között pl. a Retevis RT9000D, vagy épp az Anytone AT588 . Ezek azon túl, hogy teljesen új eszközök, a kézi rádióknál jóval nagyobb kimenő teljesítménnyel, és bőséges memóriahellyel rendelkeznek.